# Ichikishimahime
Ichikishimahime est une Kunitsukami. Elle est l'une des trois filles de Susanoo, nées de son défi avec Amaterasu, et elles sont vénérées au Munakata Taisha,,,.
Elle a été déplacée du sanctuaire Tashima à Munakata Taisha, de sorte que ce sanctuaire s'appelle Moto-Munakata,. [page à préciser]
Elle s'appelle aussi Sayori-hime,, et ne doit pas être confondu avec Matsura Sayohime qui serait enterré au sanctuaire de Tashima,,.
Elle est vénérée au Yagi-jinja sous le nom de Sayori-hime.
Elle était syncrétisée avec de nombreuses autres divinités à l'époque médiévale, comme une sœur cadette de l'impératrice Jingu, ou comme Benzaiten ou comme fille de Sagara (en).

## Voir également
- Clan Munakata